# Nemesrádó

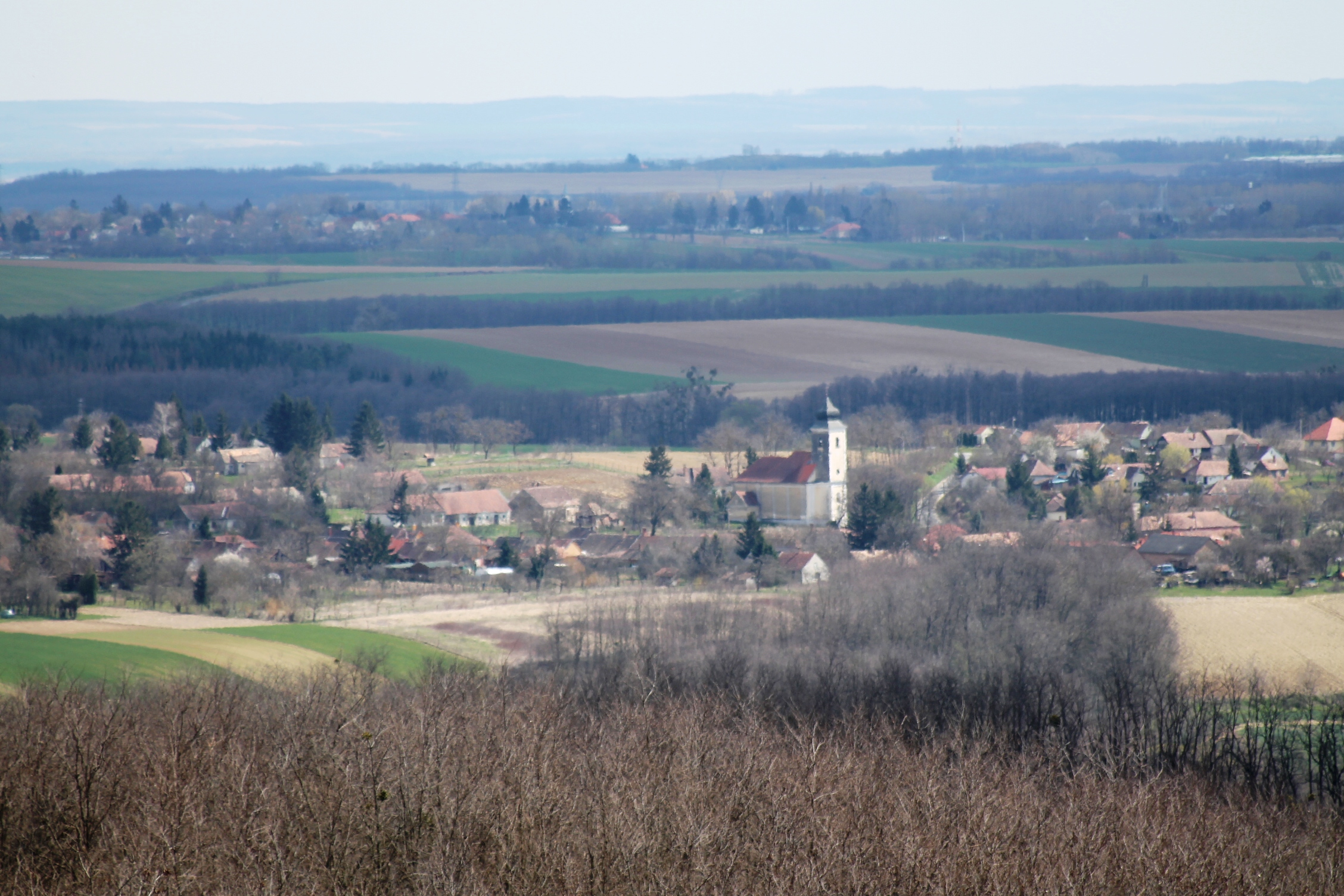
Nemesrádó látképe

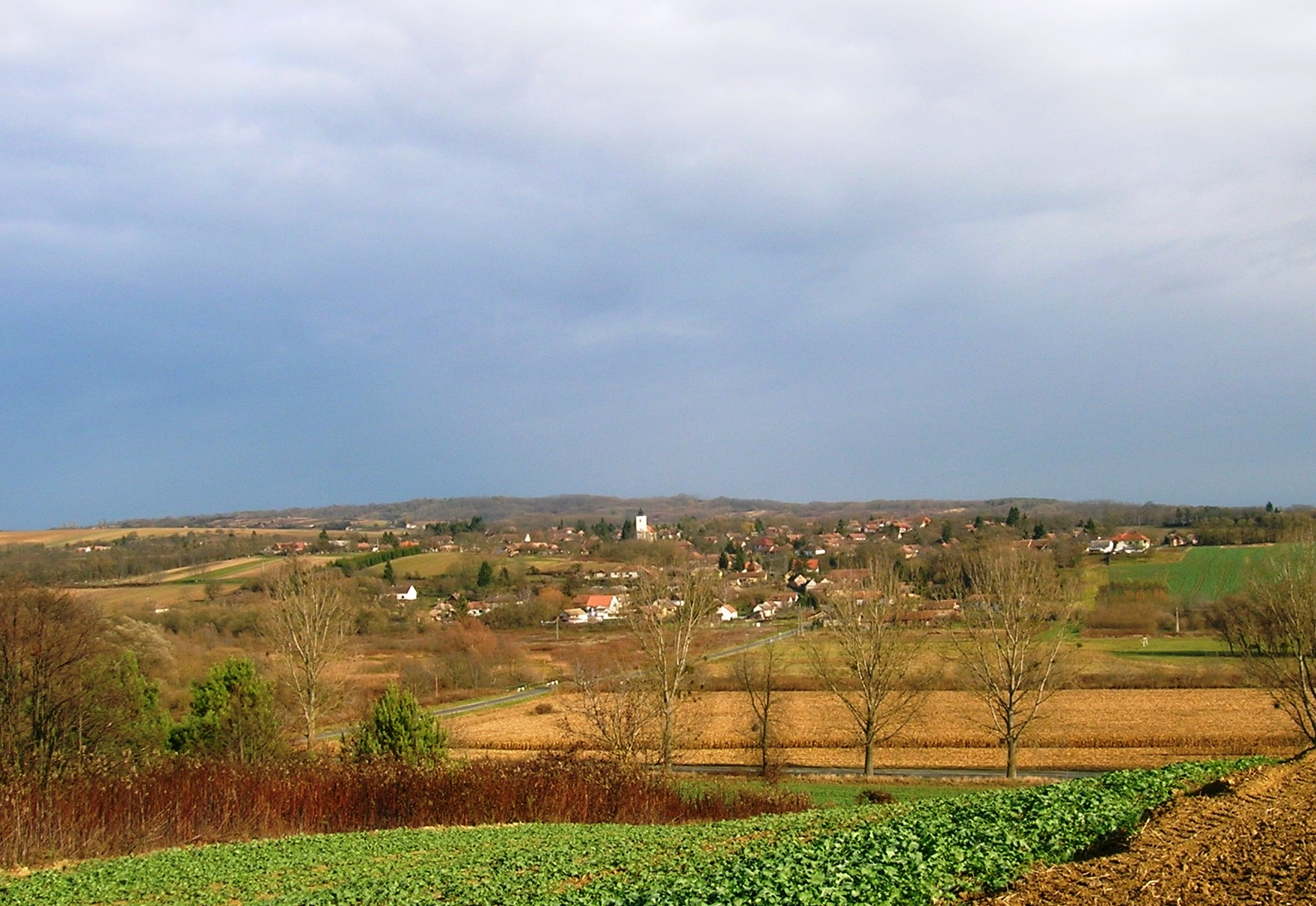
Nemesrádó látképe

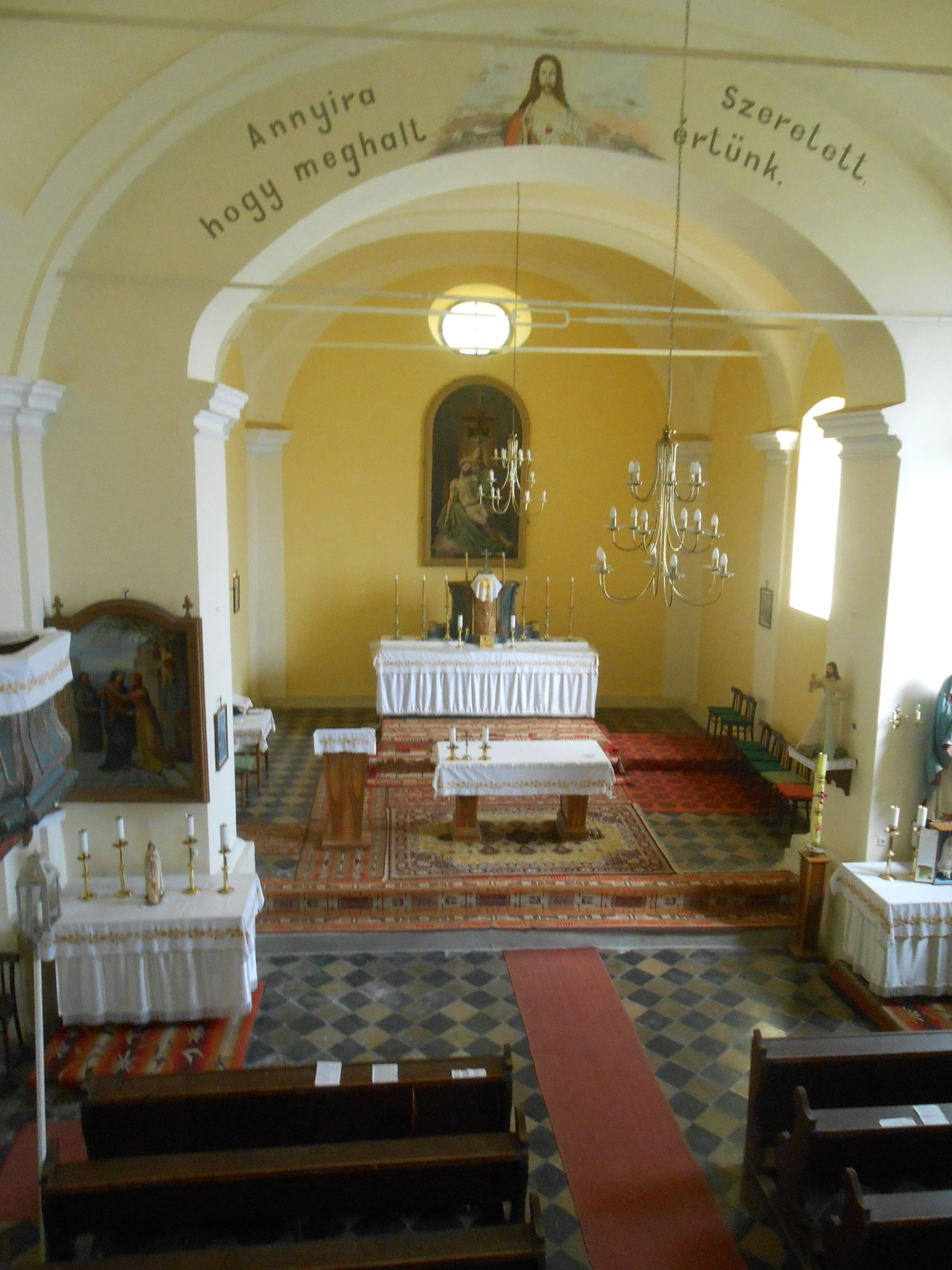
A templom hajója és oltára

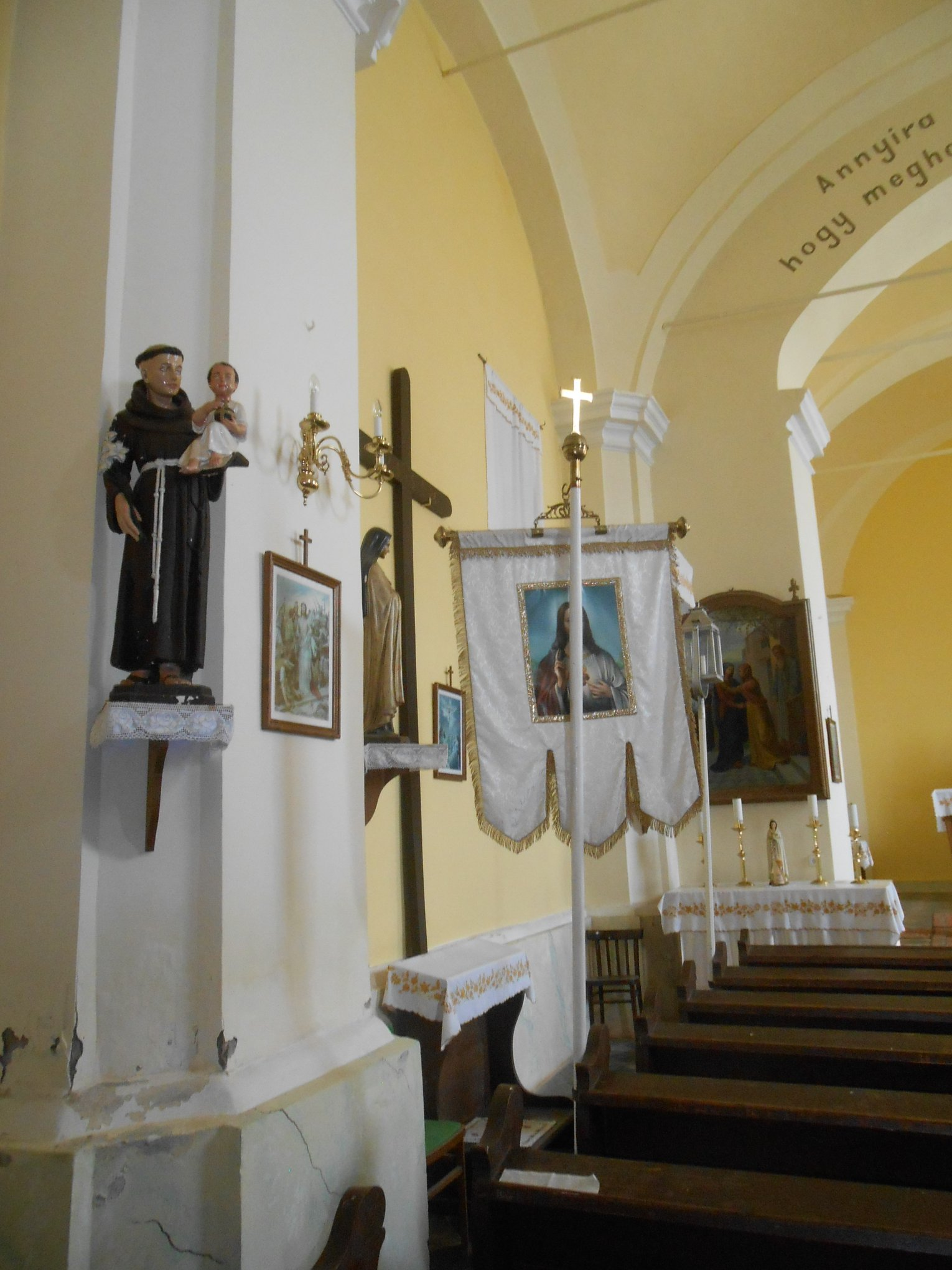
A templom belső tere

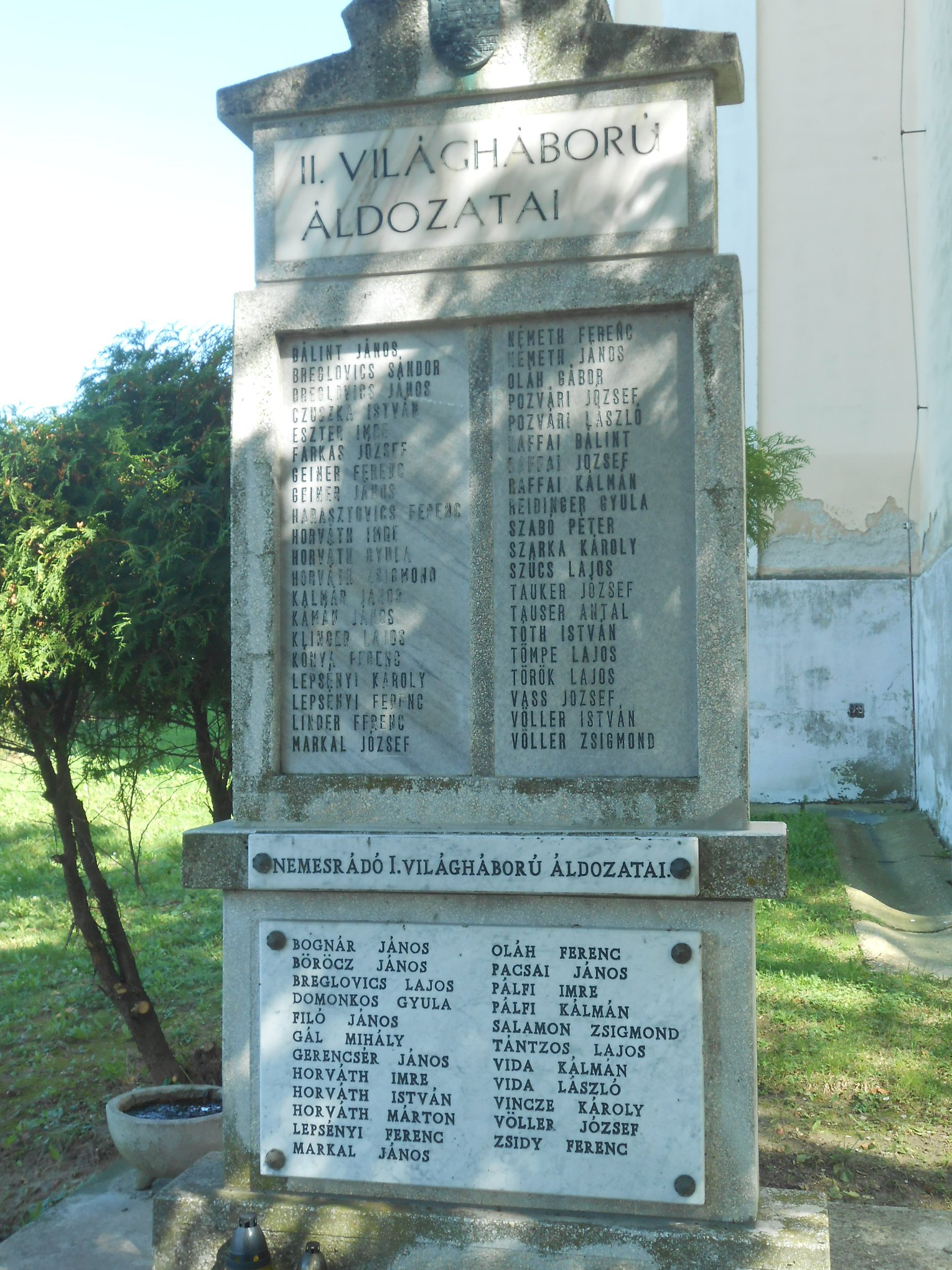
Első és második világháborús hősi emlékmű

Nemesrádó község Zala vármegyében, a Zalaegerszegi járásban.

## Fekvése
A Principális-völgyben fekvő települések egyike, a község belterülete a völgy keleti oldalán helyezkedik el, de közigazgatási területe a nyugati oldalra is kiterjed, így áthalad rajta a Zalaszentmihály-Pókaszepetk közti 7362-es út is. A faluba az ebből keletnek kiágazó, másfél kilométer hosszú 73 216-os út vezet, de Nemesrádó nem igazi zsáktelepülés, mert külterületi önkormányzati utakon el lehet érni Szentpéterúr irányából is.

### Külterületei
- Kőhegy külterület, amely a község központjától számítva nagyjából 1 kilométer távolságra található délnyugati irányban. Jellegét tekintve külterület összeírt lakóegység és népesség nélkül.
- Nemestörpön külterület, amely a község központjától számítva nagyjából 1 kilométer távolságra található nyugati irányban. Jellegét tekintve mezőgazdasági jellegű (készenléti, szolgálati) lakótelep, illetve lakóhely, mezőgazdasági jellegű tanyák összessége.
- Rádihegy külterület, amely a község központjától számítva nagyjából 1 kilométer távolságra található északkeleti irányban. Jellegét tekintve mezőgazdasági jellegű (készenléti, szolgálati) lakótelep, illetve lakóhely, mezőgazdasági jellegű tanyák összessége.

## Története
Nemesrádó a környékbeli apró falvakhoz hasonlóan az Árpád-korban népesült be. Első említése IV. Béla király korából, 1251-ből való. Mivel két végvár között feküdt (Kapornak és Pacsa-Isabor) nagyon sokat szenvedett a török korban: számtalanszor felégették, kifosztották; helyét is többször változtatta. Volt idő, amikor csak 3 családot tudtak összeírni Rádihegyen a török adószedők. Két török földesurat ismerünk név szerint is (Zismay, Hüszejn). Ők szpáhi tímárbirtokosként adóztatták az ekkor Rád néven ismert települést. Szulejmán szultán második Bécs ellen induló hadjáratakor 1532-ben elhaladt a falu alatt 80 000 főnyi hadseregével Kapornak és Sándorháza között. A török kort nagy valószínűséggel csak egy család élte túl helyben maradva. Az új betelepülők a környék nemesi családjainak tagjai és elmenekült, de megmaradt lakói közül kerültek ki.
A falu plébániáját először az Anjou-korban említik, 1329-ben Szent Miklós tiszteletére emelt fatemplomról rendelkezünk adattal. A 18. század közepére erősödött meg a település annyira anyagilag, hogy kőből épített plébániát emelhetett. Az alapítólevél 1760-ban kelt. Az Alapító Atyák 53-an voltak, közülük 32 nemes. Az elkészült templom a szentpéterúri plébánia fíliája volt 15 éven át, de a búcsúszentlászlói ferences atyák is szolgálatot teljesítettek alkalmanként a faluban. Az első önálló, helyben lakó pap 1792-ben érkezett, Óhidy András pálos szerzetesből világi pappá lett atya személyében. A falunak összesen 20 papja volt 200 év alatt.
Az 1777-ben Sárkány János esperes által a Szentháromság tiszteletére felszentelt templom a falu központjában 5 utca összefutásánál, egy kisebb dombon magasodik. Bejárata a nyugati oldalon lévő torony aljában van, melyben 2 harang található. Mindkettő Seltenhofer Frigyes soproni műhelyében készült, 268 és 54 kilogramm súlyúak. Maga a templom egyhajós, egy fő- és két mellékoltárral rendelkezik. Szentélye egyenes záródású, kelet felé tájolt. Mind kívül, mind belül visszafogott, egyszerű klasszicista jellegű épület. Főoltára fölött Steiner Rezső soproni oltárfestő 1904-ben festett „Levétel a keresztről” című nagyméretű olajképe függ. Bal oldali mellékoltára fölött „Mária és Erzsébet találkozása”, a jobb oldalin pedig a „Sziklás Madonna” látható. Orgonája Bencz György búcsúszentlászlói mester munkája 1882-ből. Legutóbbi felújítása 2007-ben volt; a templom épületét 1994–96-ban renoválták utoljára.
A falunak egy kis méretű, Nepomuki Szent János tiszteletére szentelt kápolnája is van a templomtól nem messze, a volt Majorban. Aprócska oltára fölött a középkorban kedvelt szent festett képe látható. Felavatására 1851. Szentháromság vasárnapján került sor. A Pünkösd utáni első vasárnap egyébként egyben a falu búcsúnapja is.
Nemesrádó életét az általunk is ismert újkori történelme alatt 5 nagy tűzvész nehezítette 1862, 1867, 1872, 1874 és 1906 során. Rádihegy nevű külterületén 1900-ban a filoxérafertőzés miatt az összes szőlő kipusztult. Földrengés 1934. szeptember 1-jén, éjjel rázta meg a falut. De járványok sem kímélték a települést: 1855-ben 129 áldozattal járó súlyos kolerafertőzés, 1918-ban spanyolnátha, majd 1928-ban hastífusz érte az itt lakókat. Az első világháború 23 áldozatot szedett az akkor közel 1000 főt számláló Nemesrádóról. A második világháború idején az 1944. december 11-i mozgósítás alkalmával elvitték a 21–48 éves férfiakat, miközben már nagy számban harcoltak a falu fiataljai a keleti fronton. A németek 1945 március 26-án, majd 4 nap múlva, március 30-án (nagypénteken) az oroszok szállták meg a községet. Partizángyanú miatt 1945. április 15-én 13 ártatlan férfit hurcoltak a Gulágra, ahonnan nem mindegyikük ért haza élve 8 évvel későbbi szabadulásukkor.
A település 1770 óta rendelkezett saját tanítóval. Az évek során a diákok növekvő létszáma miatt 3 iskolaépületet emelt. Művelődési házát 1942-ben avatták fel. A 20. században Nemesrádónak sokáig sikeresen működő termelőszövetkezete, tejcsarnoka, italmérése, szikvíztöltője, mozija, kiskönyvtára, kuglipályája, két vegyesboltja, és kovácsműhelye is volt. A vízvezeték-rendszer kiépítését 1992-ben, a földgázét 2000-ben, a csatornarendszerét pedig 2004-ben fejezték be. A falut állandó buszjárat köti össze Zalaegerszeggel és Keszthellyel; a legközelebbi vasútállomás Zalaszentmihályon van.
A település neve a középkorban Rád volt, 1898-tól Nemesrádó, 1952-től Rádó; teljes régi nevét 1991-ben kapta vissza.
2020 őszén Nemesrádó külterületén, Nemestörpön dűlőn a Göcseji Múzeum munkatársai ásatásokat kezdtek a Nemzeti Infrastruktúra Fejlesztő Zrt. és a Várkapitányság Nonprofit Kft. megbízásából az M76-os autópálya mellett épülő mérnökségi telep területén az érintett régészeti lelőhelyek feltárására.
A feltárás déli részén többségében a késő újkőkori–kora rézkori Lengyeli kultúra települését rejtette a föld. Az ásatás túloldalán, az északnyugati kiszögelésben az előző korszaknál kb. 1000 évvel fiatalabb leletek kerültek napvilágra. A középső rézkori, igen izgalmas nevű, Tűzdelt barázdás kerámia kultúrája, vagy egyszerűen csak Furchenstich kultúra időszakából származó település nyomaira bukkantak. Előkerült két késő bronzkori urnasír. A feltárási terület északkeleti részén, a domb alsó felén késő vaskori (kelta) lakóházak sorakoznak. Ezek a Kr. e. 2. században épülhettek. Hasonló épületek lehettek itt a római korban is. A középkorban ezen a területen a Terpény nevű falu állt.  A falu első írásos említése 1270-ből származik, a leletek ennél nagyjából 100 évvel korábbiak, a 12. századra datálhatók.  A település egy oklevél szerint a 15. században már Pölöske várának tartozéka volt. A falu valószínűleg a török korban pusztult el. A lelőhelyen összesen 11 középkori házat tártak fel. Ezek egymástól 15–20 m távolságra helyezkedtek el, nagyjából egy vonalban. Ez szeres jellegű településszerkezetre enged következtetni. A középkori házak mindegyikében volt kemence is, ami állandó szállásra utal. A házak mellett sütőkemencéket, és tárolóvermeket is találtak. A kerámialeletek mellett több középkori pénz is előkerült.

## Közélete

### Polgármesterei
- 1990–1994: Pálfi Ernő (független)[6]
- 1994–1998: Pálfi Ernő (független)[7]
- 1998–2002: Pálfi Ernő (független)[8]
- 2002–2006: Nagy Tibor (független)[9]
- 2006–2010: Nagy Tibor (független)[10]
- 2010–2014: Gazdagné Gecse Anna (független)[11]
- 2014–2019: Gazdagné Gecse Anna (független)[12]
- 2019–2024: Gazdagné Gecse Anna (független)[13]
- 2024– : Vekas Ferenc (független)[1]

## Népesség
A település népességének változása:
A 2011-es népszámlálás idején a nemzetiségi megoszlás a következő volt: magyar 92%, cigány 6,1%, német 1,5%. A lakosok 63,6%-a római katolikusnak, 8% felekezeten kívülinek vallotta magát (27% nem nyilatkozott).
2022-ben a lakosság 93,4%-a vallotta magát magyarnak, 1,6% németnek, 0,3% cigánynak, 1,3% egyéb, nem hazai nemzetiségűnek (5,6% nem nyilatkozott; a kettős identitások miatt a végösszeg nagyobb lehet 100%-nál). Vallásuk szerint 51,7% volt római katolikus, 2,5% református, 1,3% evangélikus, 0,6% egyéb keresztény, 1,9% egyéb katolikus, 13,8% felekezeten kívüli (28,2% nem válaszolt).

## Címere
Nemesrádó címere álló, háromszögű pajzs, kék mezejében vörös pajzsfő. A vörös mezőben lebegő helyzetű arany heraldikai korona. A kék mezőben Szentháromság-jelkép látható (Atya, Fiú, Szentlélek, utóbbi galamb alakban ábrázolva).

## Nemesrádó híres szülöttei
- Gönczi Ferenc tanító, néprajzkutató, a Kaposvári Múzeum igazgatója (1861–1948)
- Markója Ferenc kántortanító, igazgató (1894–1975)
- Markója László esperes, irodalmár (1924–2007)

## Külső hivatkozások
- Nemesrádó és a helyi Kurázsi Kulturális Egyesület honlapja
- Helyi fiatalok által létrehozott és fenntartott honlap